# キヌエティ山
キヌエティ山 (Kinyeti) は、南スーダンの最高峰。ウガンダ国境に近い東エクアトリア州イコトス郡に位置するイマトング山系（ロマリティ山系、ロロバイ山系とも）の山で、標高は3187mある。
ふもとに広がる森林は、東アフリカ山地林エコリージョンの最北部にあたる。山頂は草地が点在するものの岩肌で、その割れ目にツツジ科などの潅木や草本がみられる。ヨーロッパ人として初めて山を訪れたうちのひとり、植物学者のトマス・フォード・チップは、山頂付近でキク科の Coreopsis Chippii を発見した。